# Cyclocephala picipes
Cyclocephala picipes är en skalbaggsart som beskrevs av Olivier 1789. Cyclocephala picipes ingår i släktet Cyclocephala och familjen Dynastidae. Inga underarter finns listade i Catalogue of Life.